# クライメンイルカ
クライメンイルカ（Stenella clymene）あるいはクリーメンイルカは、クジラ目ハクジラ亜目マイルカ科スジイルカ属に属する大西洋固有のイルカである。

## 分類学
1850年、John Grayによって初めて報告された時は、クライメンイルカはハシナガイルカ (Stenella longirostris) の亜種であるとされたが、1981年、Perrinらによって別の種である[1]とされた。それまでは、クライメンイルカは比較的遠方に生息しているハシナガイルカの一種であると考えられていたため、研究はあまりなされていなかった。クライメンイルカの研究としては、PerrinとMeadによる研究[2]が特筆すべきものの一つとして挙げられるものの、まだ詳細には知られていない種類である。ハシナガイルカに近い種なので、タイセイヨウハシナガイルカ(大西洋嘴長海豚)ともよばれる。
近年、遺伝研究からクライメンイルカはハシナガイルカとスジイルカの交雑により産み出された雑種が独自種として確立された存在だと判明した。

## 身体と行動
クライメンイルカはハシナガイルカ (Stenella longirostris) に非常に良く似ている。一緒に大きな群を成して行動する場合もあり、遠方からでは区別できないこともある。良く見ると、クライメンイルカはハシナガイルカと比べると、口吻が短く、背びれが立っておらず、より三角形に近い。
クライメンイルカの体色は3層から成っており、腹側は薄いピンク、側面は明るい灰色の帯が口吻の上から眼の上下を取り囲んで尾まで繋がり、背や背びれは濃い灰色である。口吻の先端、唇、胸びれも濃い灰色である。
成体の体長は2m、体重は75kgから80kg程度である。生まれた直後の大きさは不明である。妊娠期間、授乳期間、性成熟までの年数、寿命なども不明であるが、他のスジイルカ属の種類と似たり寄ったりだろうと考えられている。
クライメンイルカは非常に活発に行動するイルカである。綺麗なスピンジャンプ（背骨を回転軸とする回転）を行うが、ハシナガイルカと同様に規則性と複雑さのあるジャンプを行っていることがわかってきた。人間の船に近づき、船首波を跳ぶことも良くある。
主な食物は小さい魚類とイカであると考えられている。
数頭の群で行動することもあるし、500頭程の大きな群 (school) を成して行動することもある。

## 生息数と分布
クライメンイルカは大西洋に固有である。生息域はまだ完全にはわかっておらず、特に南限は不明な点が多い。温帯から熱帯にかけての暖かく水深の深い海域を好むと推定される。北限はアメリカのニュージャージー州やアフリカのモロッコ辺りである。南限はブラジルのリオデジャネイロ市やアフリカのアンゴラ付近だと考えられている。メキシコ湾において多数の目撃例が報告されているが、地中海での目撃例はない。
全生息数は不明である。メキシコ湾北部における生息数は約5,500頭という報告がなされている。同じスジイルカ属に属する他の種と比べると、生息密度は低いようである。

## 人間との関り
クライメンイルカと人間との関りはほとんどない。西アフリカ沖で魚網のために死んでしまう個体などがわずかにいる。